# Geoffrey Stuart Thompson
Sir Geoffrey Stuart Thompson, britanski general, * 1905, † 1983.